# Niederösterreichischer Fußballverband
Der Niederösterreichische Fußballverband (NÖFV) ist die Vereinigung der Fußballvereine des Bundeslandes Niederösterreich und übt seine Tätigkeit gemeinnützig aus. Der Niederösterreichischer Fußballverband ist ordentliches Mitglied des Österreichischen Fußball-Bundes (ÖFB) und dessen Satzungen unterstellt.

## Geschichte

### Die Jahre bis 1911
In Baden wurde 1891 von den Professoren L. Lechner und H. Jülg während der Turnstunde im Badener Gymnasium das Fußballspiel eingeführt und noch im gleichen Jahr wurde die Gründung des Fußballklub Baden beschlossen, im Westen von Niederösterreich am 12. März 1899 eine Fußballmannschaft von Herzogenburg. Insgesamt 17 Fußballvereine gründeten 1900 die Österreichische Fußball-Union, die als Nachfolgeorganisation für das Komitees für die Veranstaltung von Fußballwettspielen fungierte. Die beiden Vereine First Vienna Football-Club 1894 und Vienna Cricket and Football-Club gründeten nach dem Zerfall der Österreichischen Fußball-Union, einen eigenen Österreichischen Fußballverband, dem die Vereine aus Niederösterreichs angehörten. Mit Hugo Meisl wurde 1905 ein neuer Schriftführer des ÖFV gewählt, der später auch Schiedsrichter und Verbandskapitän des Wunderteams war. Mit 107 Vereinen wurde 1907 die 100er Grenze, zum Großtenteil aus Wien und Niederösterreich, geknackt.

### 1911 – 1938: Gründung des Verbandes bis NS-Zeit
Am 16. Mai 1911 wurde der Verband als Niederösterreichische Fußballverband (NFV) gegründet, dem auch die Wiener Vereine angehörten. Im September des gleichen Jahres startete die erste Meisterschaft, bei der elf Wiener Klubs mitwirkten. Erster Meister wurde der SC Rapid vor dem Wiener Sportclub, WAF und WAC. Die erste heimische Meisterschaft startete am 3. September 1911 und sollte nach englischem Vorbild mit zwölf Vereinen starten. Doch die AC Viktoria Wien fusionierte nach der vierten Runde mit der Wiener Sportvereinigung. Die Meisterschaft hatte schon damals verpflichteten Anstosszeiten und es wurden Relegationsspiele zwischen der ersten und zweiten Klasse durchgeführt.
Gründung und Auflösung von FBiNÖ und FUAN
Als erster Provinzmeister von Niederösterreich wurde 1914 der SC Germania Schwechat. Die Vienna gründete nach Vorfällen einen Gegenverband, den Fußballbund in Niederösterreich (FBiNÖ). Dieser Gegenverband zum NFV versuchte, zusammen mit dem DFVfB und Český svaz footballový (ČSF) den Football Union of Austrian Nations (FUAN) als Gegenverband zum ÖFV zu gründen. Doch zwei Jahre später lösten sich beide Verbände, FBiNÖ und FUAN, auf und die Vereine, die sich dem FBiNÖ angeschlossen hatten, kehrten zum Niederösterreichischen Fußballverband zurück.
Gründung von VAFÖ
Der Zusammenbruch der Monarchie und die Gründung der Ersten Republik 1918 schufen auch im Fußball völlig neue Verhältnisse. Kleinere Vereine fühlen sich in diesen Jahren durch den Verband schlecht vertreten und vereinigten sich in einer Vereinigung, die später, 1926, als Freie Vereinigung der Amateur-Fußballvereine Österreichs (VAFÖ) gegründet wurde und die in den 1920er und 1930er Jahren großen Einfluss auf den gesamtösterreichischen Fußball hatte. Dadurch kam es 1919 zu einem Aufschwung in Niederösterreich und 30 neue Vereine dürften sich Provinzmeister nennen, aber uferte wegen dieser Vereinsspaltung dermaßen aus, dass 1926 die niederösterreichische Meisterschaft nicht zu Ende gespielt werde konnte.
Teilung von NÖFV und WFV
Auch nach dem Ersten Weltkrieg und der Zerschlagung der Doppelmonarchie blieb Wien die Hauptstadt von Niederösterreich. Nach langwierigen Diskussionen wurde Ende 1921 das „Trennungsgesetz“ beschlossen und Wien wurde am 1. Januar 1922 ein eigenes Bundesland. Das hatte auch Auswirkungen auf den Verband und am 15. Februar 1923 erfolgte die Teilung in den Wiener Fußballverband und den Niederösterreichischen Fußballverband. Erster Präsident des WFV wurde Ignaz Abeles, der 1911 Gründungspräsident des Niederösterreichischen Fußballverbands war. Nachfolger wurde 1927 Josef Gerö, unter dessen Leitung die Niederösterreicher sich 1928 dem Wiener Verband anschlossen. Nur fünf Jahre nach der Trennung war man wieder vereint. 1930 konnte sich der SC Krems als erste niederösterreichische Mannschaft den Titel des Amateurstaatsmeisters von Österreich sichern. 1933 gehörten der Landesgruppe Niederösterreich des VAFÖ, die ihren Sitz in Wien hatte, 161 Vereine mit rund 12.000 Mitgliedern an. Es wurde eine Meisterschaft in 11 Schutzgruppen, die damalige Bezeichnung für die niedrigste Spielklasse, ausgetragen.

### 1938 – 1945: NS-Zeit
Durch die verstärkte Ausbreitung des Fußballsportes in Niederösterreich wurden wieder verstärkte Versuche unternommen, einen eigenständigen Niederösterreichischen Fußballverband ins Leben zu rufen, die Annexion Österreich durch Hitler-Deutschland verhinderte dies jedoch vorerst. Aus dem ÖFB mit seinen 711 Vereinen (davon 273 aus Wien und etwa 200 aus Niederösterreich) wurde der Fußballbund Ostmark.

### 1945 – 1960: Nach dem Zweiten Weltkrieg
Nach dem Zweiten Weltkrieg berief man am 6. August 1945 eine Generalversammlung in der Badner Wohnung von Tiber Ebert ein. Mit 84 Vereinen und 3000 Aktiven, trotz Hungers und Not, zerstörter und verwahrloster Sportplätze, trotz Mangels an Ausrüstungsgegenständen und beschwerlicher Fahrten mit unregelmäßig verkehrenden Personenzügen oder alten, zerbeulten Lastkraftwagen, entwickelte sich in Niederösterreich bald ein regionaler Meisterschaftsbetrieb. Karl Buchhart wurde als Verbandspräsident gewählt. Sporttoto, heute auch Toto genannt, wurde 1949 eingeführt. 1950 wurde Hans Rauscher als Präsident gewählt, der neben der Staatsliga A die Staatsliga B initialisierte, sich für eine Landesmeisterschaft für Mittelschulen, später auch Schülerliga genannt, einführte. 1955 übersiedelte der ÖFB, WFV, Niederösterreichischer Fußballverband und Staatsliga in ein gemeinsames Gebäude in der Wiener Mariahilfer Straße 99, sodass man in der Lage war Sitzungen und Besprechungen der vier Verbände gleichzeitig abzuhalten. 1958 folgte Wladimir Sekyra dem unerwartet verstorbenen Hans Rauscher. 1959 beschloss man in einer Sitzung die Einführung der Regionalliga Ost als neue zweite Leistungsstufe als Ersatz der Staatsliga B.

### Ab 1960 bis heute
1962 übernahm Karl Beck die Präsidentenstelle für Wladimir Sekyra. Am 4. März 1967 wurde das neue Südstadt-Stadion vor 10.000 Zuschauern feierlich eröffnet. Im Eröffnungsspiel schlug der FC Admira/Wacker den Tiroler Verein FC Wacker Innsbruck mit 3:1. 1968/69 nahmen am Spielbetrieb bereits 391 Vereine und 452 Nachwuchsmannschaften teil. In der Saison 1973/74 wurde in Österreich die Zehnerliga eingeführt und es war der Baubeginn einer NÖFV-Sportschule in Lindabrunn. Im Februar 1974 eskalierten die Differenzen zwischen den Landesverbänden und dem ÖFB. Es wurden Kampfmaßnahmen gegen den ÖFB beschlossen und der Austritt angedroht. Aufgrund dieses Drucks wurde im April von der ÖFB-Hauptversammlung der Beschluss zur Einführung der Bundesliga und einer Nationalliga als zweithöchste Leistungsstufe mit jeweils zehn Mannschaften gefasst, wodurch es auch zur Einstellung der Regionalligen kam.
In der Saison 1985/86 wurden die zwei obersten Ligen mit zwei Zwölferligen und einer aus je acht Teams bestehenden Play-off-Runde (genannt Oberes-Play-off – andere Bezeichnung Meister-Play-off; Mittleres-Play-off; Unteres-Play-off – andere Bezeichnung Abstiegs-Play-off) gespielt. Die Regionalliga Ost wurde durch eine Initiative des Niederösterreichischer Fußballverband wieder eingeführt. Am Jahresende 1985 umfasste der NÖFV bereits 466 Vereine. 1993 wurde das Play-off-System abgeschafft und eine Zehnerliga für die erste Leistungsstufe und eine 16-Liga für die 2. Leistungsstufe mit neuen Auf- und Abstiegsbestimmungen eingeführt: Nun hatten auch die Zweitplatzierten die Möglichkeit durch eine Relegation aufzusteigen.

## Organisation

### Geschäftsstelle
Geschäftsführer des Niederösterreichischen Fußballverbandes:
- 1946–1987: Karl Sippl
- 1987–2013: Hans-Werner Wieland
- 2013–heute: Heimo Zechmeister

#### Präsident
Präsidenten des Niederösterreichischen Fußballverbandes:
- 1911–1915: Ignaz Abeles
- 1915–1918: Wilhelm Schmieger
- 1918–1923: Ignaz Abeles
- 1927–1928: Josef Gerö
- 1928–1938: Ignaz Abeles
- 1946–1950: Karl Buchhart
- 1950–1958: Hans Rauscher
- 1958–1962: Wladimir Sekyra
- 1962–1975: Karl Beck
- 1975–1990: Walter Zips
- 1990–2002: Alfred Brandl
- 2002–2012: Johann Gartner
- 2012–2016: Ludwig Binder
- 2016–heute: Johann Gartner

#### Ausschüsse und Kommissionen
Ausschüsse und Kommissionen des Niederösterreichischer Fußballverband sind:
- Hauptgruppenmänner (Süd, Südost, West, Waldviertel, Nordwest, Nord und ein für Spitzenfußball)
- Gruppenobmänner
- Reservebearbeiter
- Straufausschuss
- Kontrollausschuss
- Spielplatzausschuss
- Schiedsrichterausschuss
- Frauenfussballausschuss
- Jugendausschuss
- Jugendhauptgruppenobmänner
- Schulfussballausschuss
- Protestreferat
- Sportreferat
- Rechtreferat
- Finanzreferat
- Jugendreferat
- Disziplinarreferat
- Ehrenpräsidenten
- Ehrenmitglieder

## Spielbetrieb
Herren
Der Niederösterreichische Fußballverband führt Meisterschaften in sechs Leistungsstufen durch.
| Leistungsstufe | Leistungsstufe | Liga                                   | Teams     |
| Österreich     | NÖ             | Liga                                   | Teams     |
| -------------- | -------------- | -------------------------------------- | --------- |
| 4.             | 1.             | 1. NÖN-Landesliga                      | 15 Teams  |
| 5.             | 2.             | 2. Landesliga Ost                      | 14 Teams  |
| 5.             | 2.             | 2. Landesliga West                     | 14 Teams  |
| 6.             | 3.             | Gebietsliga Nord/Nordwest              | 14 Teams  |
| 6.             | 3.             | Gebietsliga Nordwest/Waldviertel       | 14 Teams  |
| 6.             | 3.             | Gebietsliga Süd/Südost                 | 14 Teams  |
| 6.             | 3.             | Gebietsliga West                       | 14 Teams  |
| 7.             | 4.             | 1. Klasse Nord                         | 15 Teams  |
| 7.             | 4.             | 1. Klasse Nordwest                     | 14 Teams  |
| 7.             | 4.             | 1. Klasse Nordwest-Mitte               | 14 Teams  |
| 7.             | 4.             | 1. Klasse Ost                          | 15 Teams  |
| 7.             | 4.             | 1. Klasse Süd                          | 14 Teams  |
| 7.             | 4.             | 1. Klasse West                         | 14 Teams  |
| 7.             | 4.             | 1. Klasse West-Mitte                   | 14 Teams  |
| 7.             | 4.             | 1. Klasse Waldviertel                  | 14 Teams  |
| 8.             | 5.             | 2. Klasse Marchfeld                    | 12 Teams  |
| 8.             | 5.             | 2. Klasse Ost                          | 14 Teams  |
| 8.             | 5.             | 2. Klasse Ost-Mitte                    | 14 Teams  |
| 8.             | 5.             | 2. Klasse Pulkautal                    | 12 Teams  |
| 8.             | 5.             | 2. Klasse Steinfeld                    | 12 Teams  |
| 8.             | 5.             | 2. Klasse Südliches Waldviertel/Wachau | 13 Teams  |
| 8.             | 5.             | 2. Klasse Thayatal/Schmidatal          | 13 Teams  |
| 8.             | 5.             | 2. Klasse Traisental/Alpenvorland      | 14 Teams  |
| 8.             | 5.             | 2. Klasse Triestingtal                 | 13 Teams  |
| 8.             | 5.             | 2. Klasse Wachau/Donau                 | 13 Teams  |
| 8.             | 5.             | 2. Klasse Waldviertel Zentral          | 13 Teams  |
| 8.             | 5.             | 2. Klasse Wechsel                      | 12 Teams  |
| 8.             | 5.             | 2. Klasse Weinviertel Nord             | 12 Teams  |
| 8.             | 5.             | 2. Klasse Weinviertel Süd              | 12 Teams  |
| 8.             | 5.             | 2. Klasse Ybbstal/Alpenvorland         | 13 Teams  |
| 8.             | 5.             | 2. Klasse Yspertal/Alpenvorland        | 13 Teams  |
| 8.             | 6.             | Bezirksklasse Weinviertel              | 12 Teams  |
|                |                | Gesamt                                 | 430 Teams |

Die Reservemannschaften der einzelnen Vereine kommen in der jeweiligen Liga der Kampfmannschaft zum Einsatz.
Frauen
| Leistungsstufe | Leistungsstufe | Liga                                    | Teams    |
| Österreich     | NÖ             | Liga                                    | Teams    |
| -------------- | -------------- | --------------------------------------- | -------- |
| 3.             | 1.             | AK Niederösterreich Frauen Landesliga   | 12 Teams |
| 4.             | 2.             | Frauen-Gebietsliga Industrieviertel     | 12 Teams |
| 4.             | 2.             | Frauen-Gebietsliga Mostviertel          | 8 Teams  |
| 4.             | 2.             | Frauen-Gebietsliga Nordwest-Waldviertel | 11 Teams |
| 5.             | 3.             | Frauengruppe West                       | 7 Teams  |
| 5.             | 3.             | Frauengruppe Weinviertel                | 10 Teams |
|                |                | Gesamt                                  | 60 Teams |

Nachwuchsbereich
Im Nachwuchsbereich gibt es Meisterschaften für U7- bis U18-Mannschaften.

### Niederösterreichischer Meistercup
Der Niederösterreichische Fußballverband richtet auch einen Cupbewerb aus. Ein Pokalwettbewerb für Frauen wird in Niederösterreich nicht ausgespielt.

## Teams in den Ligen
In der Saison 22/23 spielen folgende Teams in österreichischen Ligen
Herren
- Bundesliga
  - kein Verein in der ÖFB-Bundesliga
- 2. Liga
  - FC Admira Wacker Mödling
  - SKU Amstetten
  - SV Horn
  - SKN St. Pölten
- Regionalliga Ost
  - ASK-BSC Bruck/Leitha
  - Kremser SC
  - SV Leobendorf
  - FC Marchfeld Donauauen
  - USV Scheiblingkirchen-Warth
  - SV Stripfing
  - FC Marchfeld Donauauen
  - FCM Traiskirchen
  - SC Wiener Neustadt

Frauen
- ÖFB Frauen-Bundesliga
  - SKV Altenmarkt
  - USV Neulengbach
  - SKN St. Pölten Frauen
- 2. Liga
  - SV Horn
  - SV Weikersdorf